# Château de Polignac (Haute-Loire)
Le château de Polignac est un château fort se dressant dans la commune française de Polignac près du Puy-en-Velay, dans le département de la Haute-Loire.

## Localisation et situation

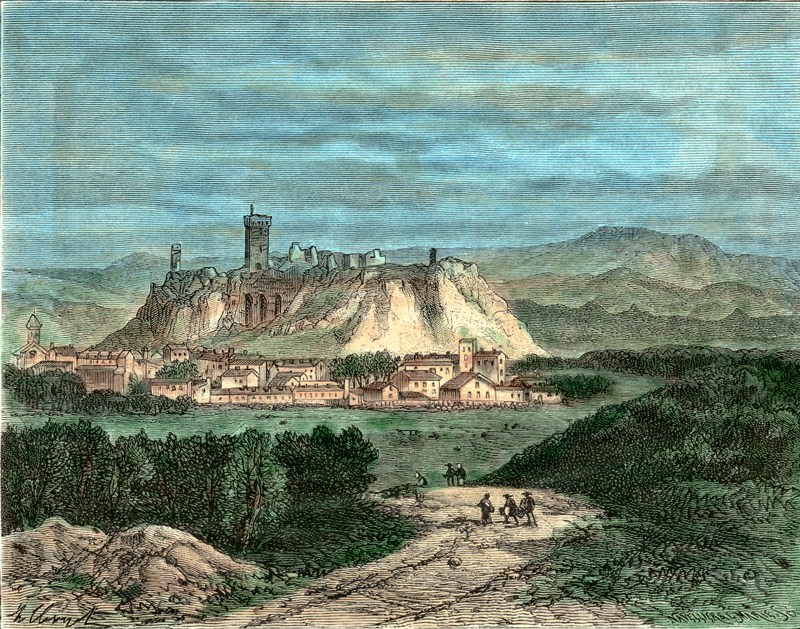
Gravure représentant le château de Polignac, vers le milieu du XIXe siècle.

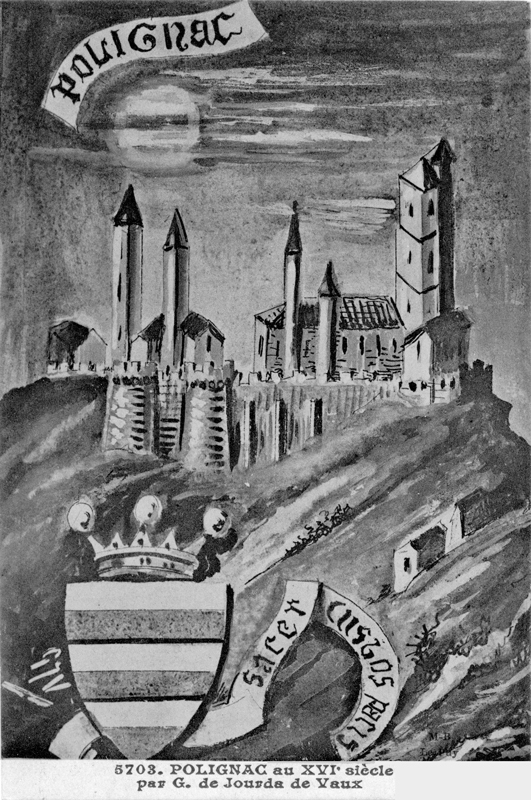
Le château de Polignac au XVIe siècle d'après Gaston de Jourda de Vaux.

Situé à 5 km au nord-ouest du Puy, le château fort de Polignac (on dit aussi la forteresse de Polignac) occupe une butte ou plate-forme basaltique, fragment d'une ancienne coulée volcanique. Le sommet de la butte, à peu près plat, mesure environ 120 m sur 90 m et sa grande longueur est orientée plus ou moins nord-ouest/sud-est. Elle est à 806 m d'altitude,) et domine la vallée de Polignac et le bassin du Puy par des falaises abruptes hautes d'environ 100 m, sauf vers le nord où une triple ligne de remparts a été aménagée.
L'archéologue Laurent d'Agostino (2008) voit, dans la position stratégique du château entre Anicium (Le Puy-en-Velay, futur siège épiscopal au Moyen Âge) et Ruessium (Saint-Paulien, chef-lieu de la cité vellave durant l'Antiquité), l'indice d'une occupation antique.

## Historique et construction
La première mention du château date d'environ 929-935 : un acte est passé dans le « castrum quod vocatur Podianacus » ; les vicomtes de Polignac sont quant à eux déjà mentionnés dès la fin du IXe siècle.
Propriétaires du château depuis au moins le XIe siècle, les vicomtes héréditaires du Velay en prirent le nom et en firent leur résidence ordinaire jusqu'au début du XVIIe siècle.[réf. souhaitée]
La forteresse, qui occupait un emplacement stratégique commandant les routes à l'ouest et au nord de la ville du Puy, pouvait abriter 800 soldats en plus de la famille et de ses domestiques.
Bien à l'abri dans leur forteresse, les seigneurs de Polignac purent devenir les maîtres du pays.
Alliés des rois de France mais de caractère indépendant, il n'hésitèrent à se rebeller contre l'autorité royale de Louis VI le Gros (1080-1137) puis de Louis XI (1423-1483).[réf. souhaitée]
La chapelle seigneuriale Saint-Andéol est attestée dès 1075. Elle est incluse dans l'enceinte du château et rattachée au prieuré de Pébrac (près de Langeac en Auvergne), ce dernier fondé vers 1062. En 1128 l'église Saint-Martin est rattachée au prieuré Saint-Andéol (et donc par filiation elle est rattachée au prieuré de Pébrac). Une autre source ajoute qu'en 1142, l'évêque du Puy Humbert d'Albon († 1147) donne la chapelle Saint-Andéol en même temps que l'église Saint-Martin au prieuré de prieuré de Pébrac, qui possèdent ces biens jusqu'à la Révolution.
Le logis seigneurial fut sans doute reconstruit en dur au XIIe siècle, époque où une lutte sans merci opposait les Polignac aux évêques du Puy pour la perception des péages sur la route du pèlerinage à Notre-Dame du Puy-en-Velay. Il fut restauré et agrandi à la fin du XVe siècle ou au début du XVIe siècle.

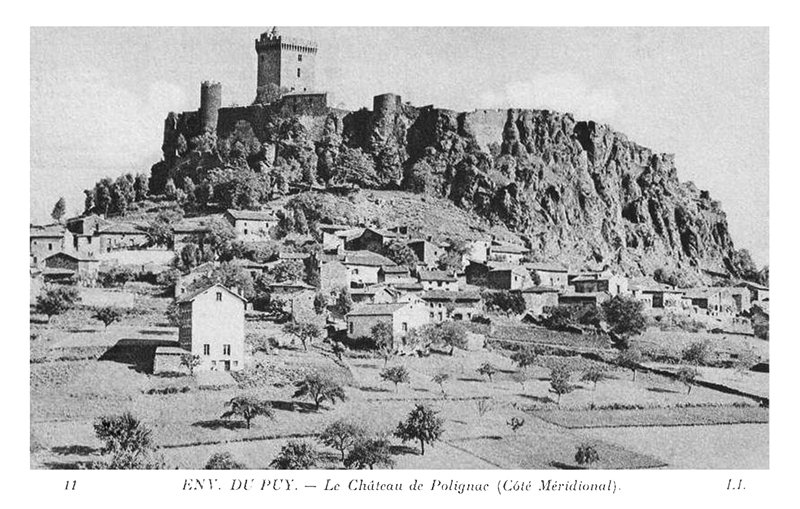
Côté nord-ouest de la forteresse de Polignac,
vers 1900.

Le donjon, désigné comme la « grosse tour » dans les sources anciennes, fut édifié par Randon Armand X, vicomte de 1385 à 1421[réf. souhaitée], comme l'indique une inscription latine gravée sur une pierre blanche encastrée à l'angle nord-ouest. Son voûtement fut réparé de 1565 à 1566 par Philiberte de Clermont, vicomtesse et douairière de Polignac (femme de François-Armand XVI), qui l'enchapa dans un glacis.[réf. souhaitée]
Le 17 juillet 1532, le château reçut la visite de François Ier et sa suite : il fut reçu par le vicomte François-Armand XVI qui, au devant d'une centaine de gentilshommes, était allé à sa rencontre à Brioude. Le roi et les princes furent logés dans les bâtiments en dur et les courtisans dans un grand corps de logis en charpente dressé sur l'esplanade à cet effet. À cette occasion, le roi gratifia les Polignac du surnom « rois des montagnes ».
Lors des guerres de Religion, les Polignac prirent le parti d'Henri III puis de son successeur, Henri IV, faisant du château le bastion des royalistes face au Puy ligueur. La forteresse contribua au triomphe de la cause royaliste.
Une chapelle voûtée et peinte fut édifiée dans l'enceinte au XVIIe siècle.
Abandonnée au cours du XVIIe siècle par les vicomtes de Polignac, qui lui préfèrent leur Château de Lavoûte-Polignac, la forteresse était déjà en ruines au moment de la Révolution. Celle-ci voit les Polignac émigrer et la forteresse, vendue comme bien national, servir de carrière de pierres.
En 1830, à son retour d'émigration, le deuxième duc de Polignac racheta les ruines. Sa famille fit restaurer une partie du château durant le XIXe siècle : le chemin de ronde, des portes, le donjon. Prosper Mérimée, premier inspecteur des monuments historiques, classa le site en 1840.

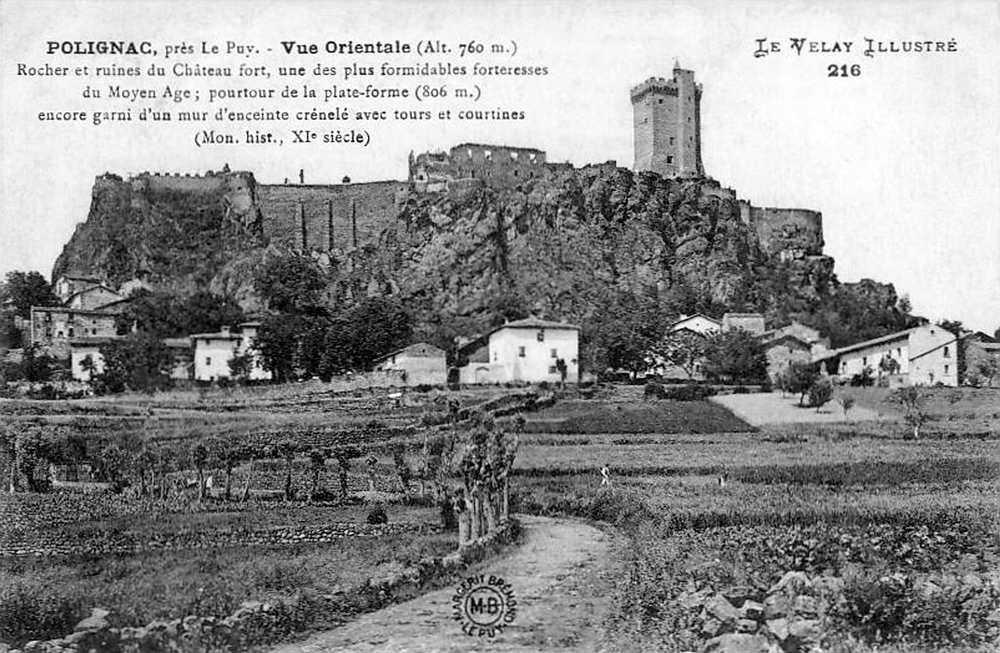
Côté oriental de la forteresse de Polignac,
vers 1900.

Eugène Isabey, lithographies, Metropolitan Museum of Art
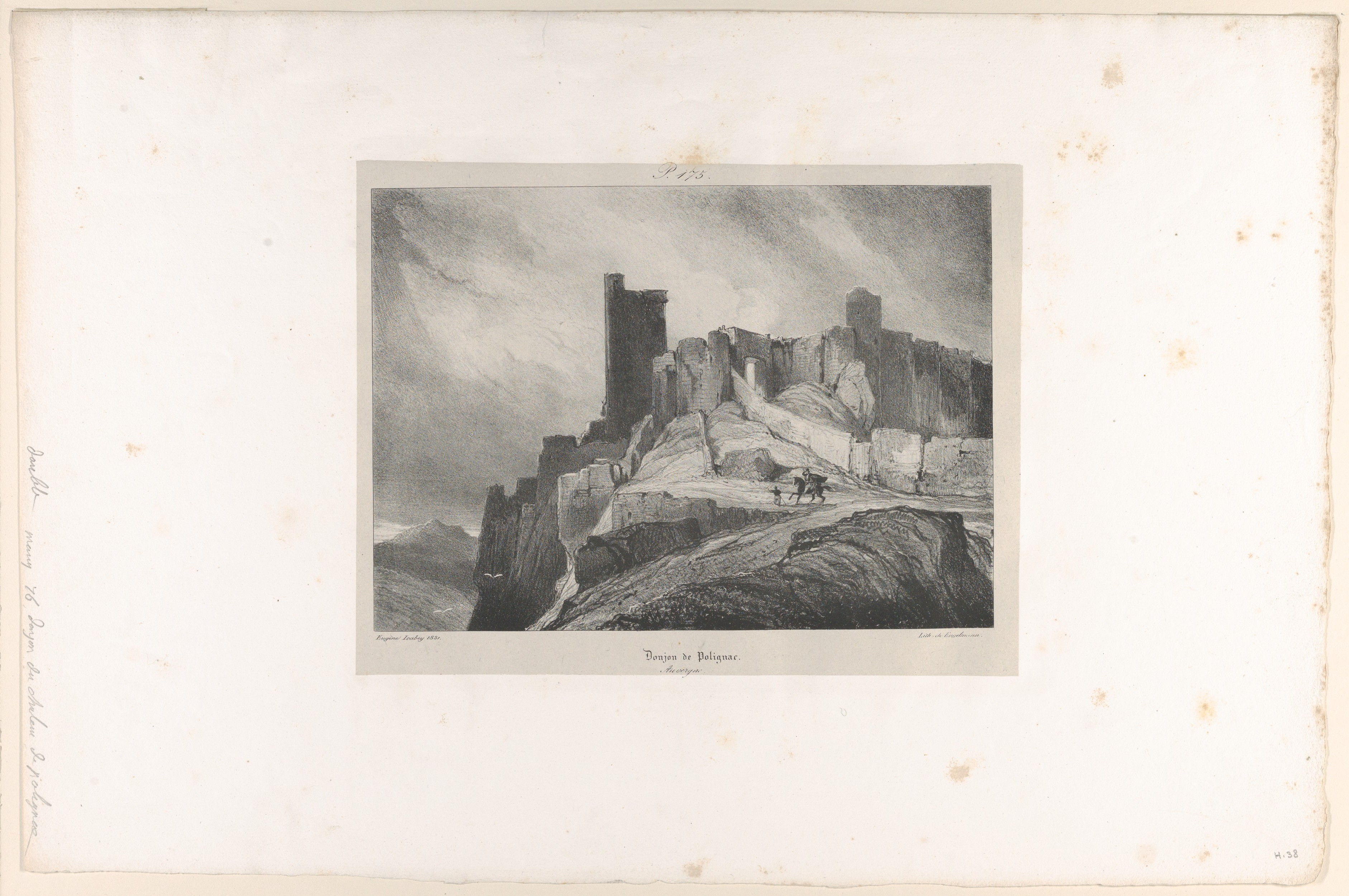
Le donjon de Polignac (1831).
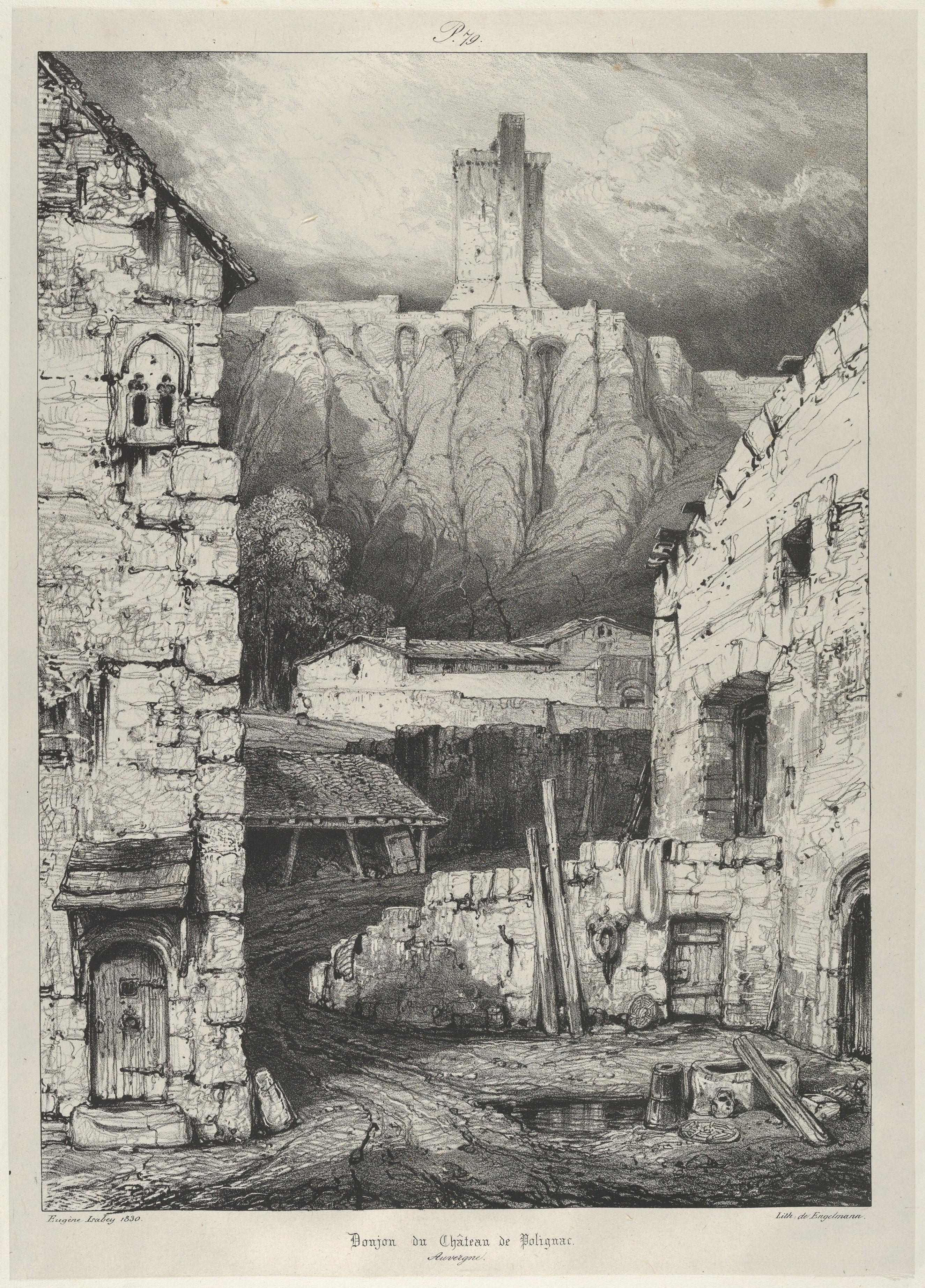
Donjon du château de Polignac (1831).

Le donjon voit son couronnement (voûte et mâchicoulis) rétabli de 1893 à 1897, d'après des gravures anciennes.

Cette résurrection du château vient démentir la sombre prédiction du photographe Ernest Lacan (1828-1879) au milieu du XIXe siècle :

« le précieux monument, comme tant d'autres, tombe pierre à pierre ; bientôt il disparaîtra comme les générations qui l'ont habité mais, grâce à la photographie, il restera tel qu'il est encore, dans ce dessin tracé par la lumière. »

Les restaurations se poursuivent aujourd'hui sous l'égide de la Fondation Forteresse de Polignac.

## Physionomie actuelle
La plateforme est dotée sur son pourtour d'une enceinte crénelée, avec tours et courtines, se déroulant sur 806 m.
Il n'y a qu'un seul chemin d'accès, montant en spirale depuis l'est. Il était défendu par six portes, dont les trois premières ont disparu[réf. souhaitée]. La 4e porte, bien conservée (elle garde les rainures de la herse primitive), remonterait au XIIIe siècle.
En dehors de la muraille d'enceinte et de la grosse tour carrée, les bâtiments (seigneurie, vicomté, maison des archives) sont en ruine. Les traces d'un corps de garde et d'un moulin à vent sont encore visibles.
Accompagné d'une tourelle faisant corps avec lui et abritant un escalier à vis de 144  marches, le donjon est un édifice de plan rectangulaire (16 m sur 13 m) qui surplombe l'abîme du haut de ses 32 m. Il présente à sa base, sur ses quatre faces, un glacis construit pour dissuader les velléités d'assaut.[réf. souhaitée]
Sa porte d'entrée, basse et étroite, couverte par un arc brisé, s'ouvre à l'est, au rez-de-chaussée. On y accédait par un passage étroit et facile à défendre, pratiqué le long du rempart.[réf. souhaitée]
L'entrée donne dans une salle basse, couverte d'une voûte en berceau neuve restituée d'après les éléments subsistants de l'ancienne. C'est là qu'est conservé aujourd'hui le masque sculpté, dit « masque d'Apollon », sans doute un masque de fontaine.
La partie supérieure du donjon est divisée en trois étages par des planchers, aujourd'hui disparus. Chaque étage est éclairé par des fenêtres de dimensions variables et possède une cheminée en pierre[réf. souhaitée].

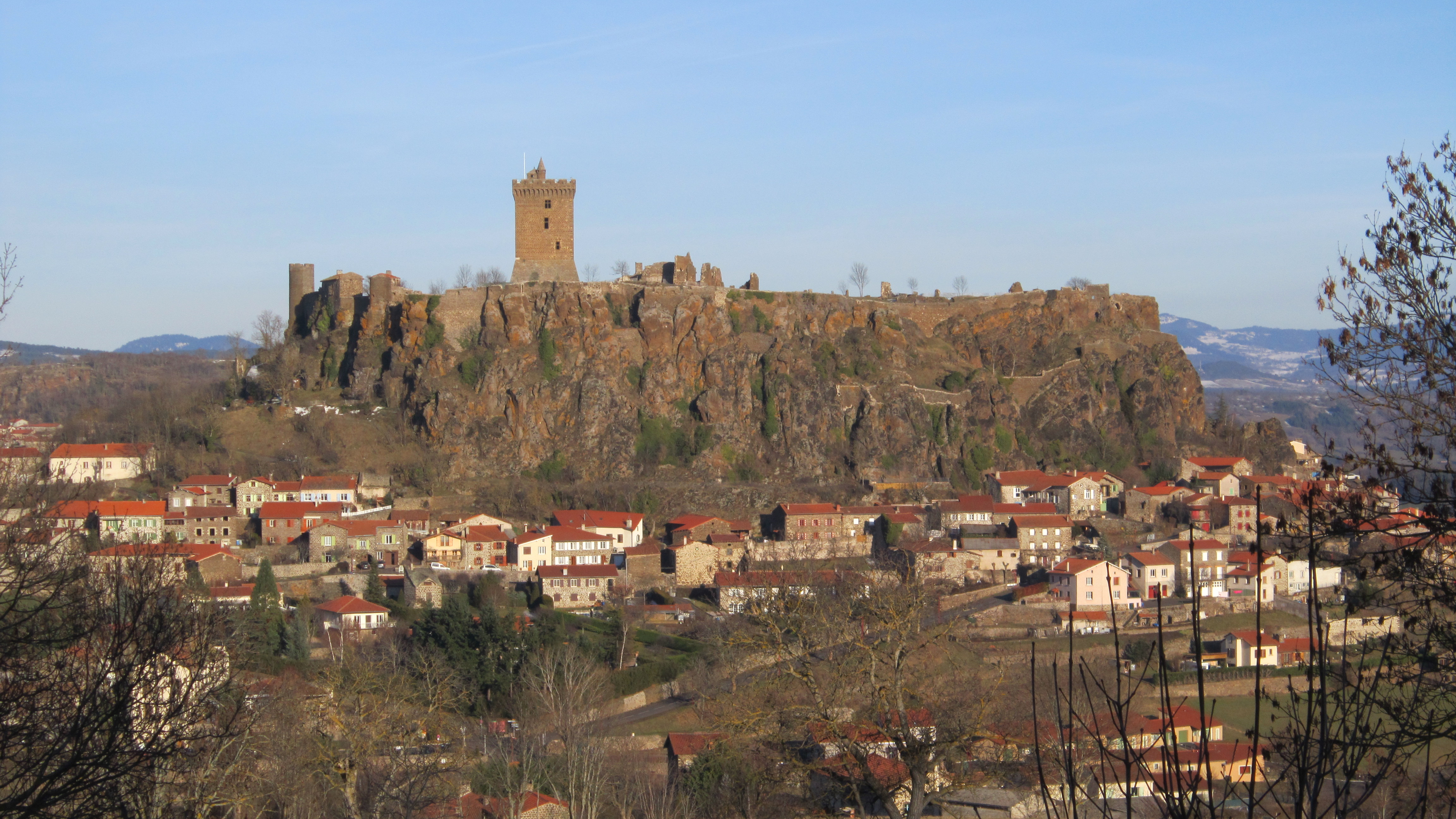
Vue d'ensemble (2012).
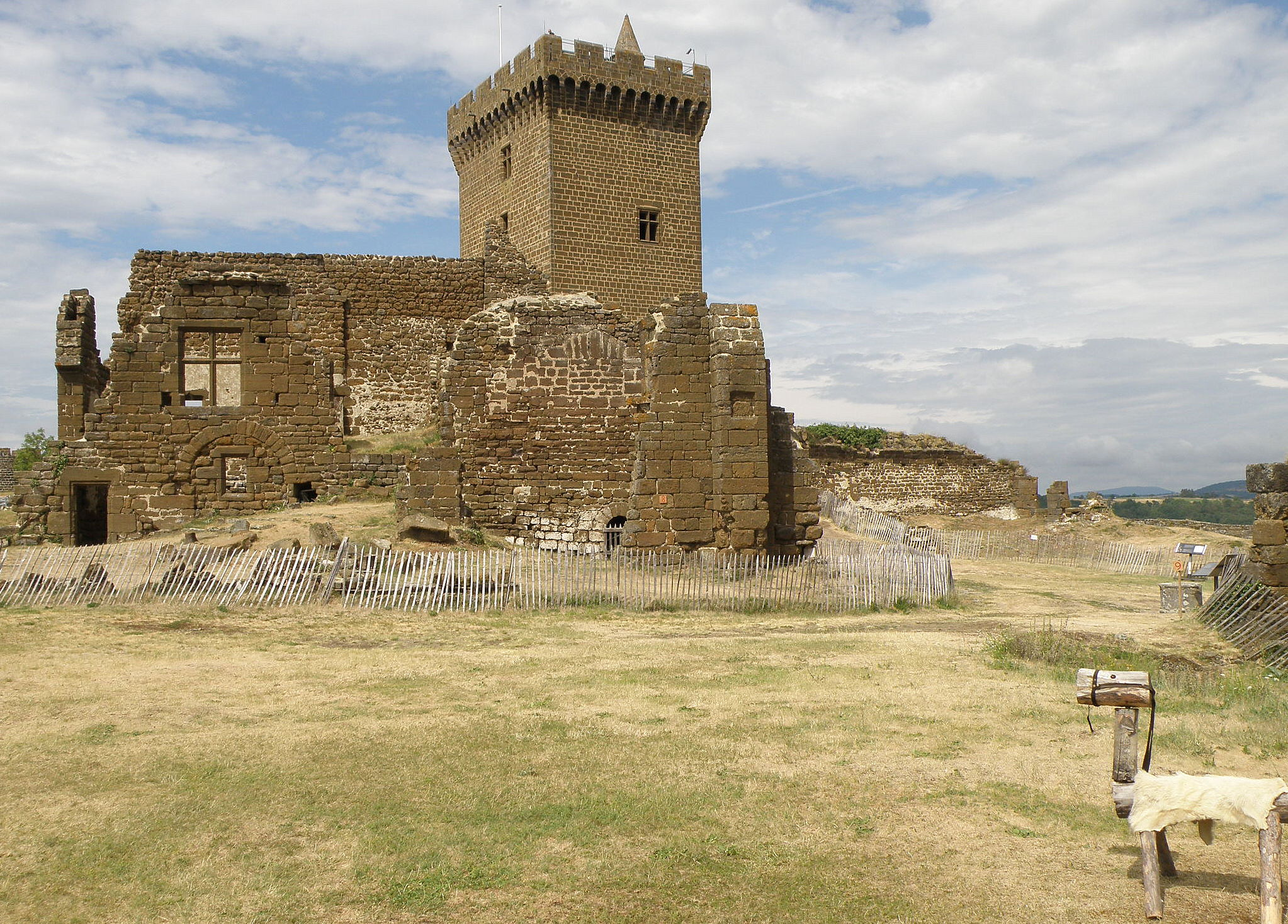
Donjon et logis (2009).

## Fouilles archéologiques

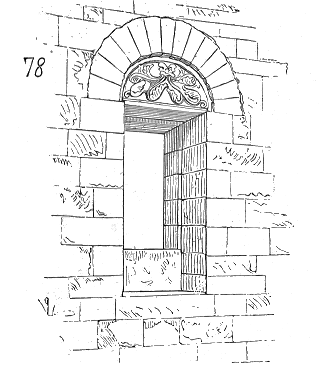
Embrasure intérieure de fenêtre avec arc de décharge en plein cintre (XIe siècle), dessinée pour le Dictionnaire de Viollet-le-Duc, 1856.

### Fouilles anciennes
Le XIXe siècle vit la fouille du puits du château, surnommé « l'abîme », par Auguste Aymard, d'une profondeur de 83,50 mètres.

### Fouilles actuelles
Lors d'une campagne de fouilles conduite par l'association « Études et chantiers », des pièces d'un jeu d'échecs en ivoire, une arquebuse, des éléments de ceinture avec ornements en cuivre, ont été retrouvés dans le logis médiéval de la Seigneurie.

## Mise en valeur touristique
Depuis 2012, le site est géré par l'association Forteresse Polignac Patrimoine.

### Études architecturales ou historiques
: document utilisé comme source pour la rédaction de cet article.
- [Agostino et al. 2008] Laurent d'Agostino, Mélinda Bizri, Mathilde Tissot, Geneviève Gascuel et Marie-Caroline Kurzaj, « Forteresse de Polignac (Polignac, Haute-Loire). La Seigneurie, étude de bâti et sondages », Rapport de fouille archéologique programmée, Fondations Polignac,‎ 2008 (résumé).
- [Bizri 2011] Mélinda Bizri, « Polignac en Velay, relecture de l'origine et de l'évolution du site. Entre tradition, célébrité et réalité archéologique », dans Anne-Marie Cocula & Michel Combet, Château, naissance et métamorphoses (Actes des Rencontres d'Archéologie et d'Histoire en Périgord, 24-26 septembre 2010), Ausonius Éditions, coll. « Scripta Mediævalia » (no 19), septembre 2011 (ISSN 1962-1744, résumé, lire en ligne [PDF] sur hal-univ-bourgogne.archives-ouvertes.fr), p. 93-107.
- [Bizri 2017] Melinda Bizri, Construction et pratique sociale de l'espace fortifié en Velay (XIIIe – XVe siècles) (thèse de doctorat en histoire de l'art et archéologie), université Clermont Auvergne, 2017, 282 p. (lire en ligne [PDF] sur tel.archives-ouvertes.fr). 
Voir notamment : chap. 2 (« L'espace fortifié des communautés au bas Moyen Âge (XIIIe – XVe siècle)  »), sous-section 2.2 : « L'exemple du castrum de Polignac et de la cité du Puy-en-Velay » (p. 54-65)
- [Dumalle 2006] Bérangère Dumalle, Les châteaux de l'orbite des Polignac en Velay (XIIIe – XVIe siècles) (thèse), École des Chartes, 2006 (présentation en ligne).
- [Jourda de Vaux 1911] Gaston de Jourda de Vaux, Les châteaux historiques de la Haute-Loire (castels, maisons-fortes, manoirs), Le Puy-en-Velay, Éditions de la Société Académique du Puy-en-Velay et de la Haute-Loire, 1911.
- [Jourda de Vaux 1911] Gaston de Jourda de Vaux, Polignac. Monographie et dessins, Éd. Rouchon et Gamon, 1911, 31 p..
- [Pau 2007] Alexandre Pau, Polignac, la légende du temple d'Apollon, Éditions du Roure, 2007, 255 p..
- [Soudière-Niault 2007] Judicaël de la Soudière-Niault, « Château de Polignac : découverte d'un premier palais civil roman », Cahiers de la Haute-Loire,‎ 2007, p. 119-134 (présentation en ligne).
- Alexandre Pau, « La « chambre d’Apollon » du château de Polignac et ses peintures murales », Cahiers de la Haute-Loire, Le Puy-en-Velay,‎ 2007
- [Thomas & Barrot 1993] Régis Thomas et Jacques Barrot, Châteaux de Haute-Loire, Brioude, éd. Watel, 1993, 467 p., sur _ _ _.
- Christelle Brindel, Le jardin de la forteresse de Polignac, une inspiration médiévale : in Trésors en Haute-Loire - les jardins, Vals-près-le-Puy, Hauteur d'Homme, 2024, 184 p. (ISBN 979-1090634428), p. 82-87
- vicomte Gabriel de Becdelièvre, « Quelques notes en réponse à celles publiées par M. Mérimée, sur Polignac, ses antiquités et le Musée du Puy », Annales de la Société d'agriculture, sciences, arts et commerce du Puy,‎ 1837 (lire en ligne)

### Œuvre littéraire
- The Château of Prince Polignac, nouvelle d'Anthony Trollope (1861) Publié en français sous le titre Le Château du prince de Polignac, traduit par Béatrice Vierne, Paris, L'Herne, 2011  (ISBN 978-2-85197-945-2)